# Marcia (mode)
Pour les articles homonymes, voir Marcia (homonymie).
 (janvier 2025).
Marcia est une marque française de mode fondée en 2018 par la créatrice Emma Reynaud.
Ancienne danseuse classique et mannequin, elle lance cette maison spécialisée dans la confection de robes, fabriquées dans le sud de la France. Le style de la marque, souvent remarqué pour ses coupes audacieuses et ses influences issues du cinéma et de la pop culture française, a rapidement trouvé un écho dans la presse mode et auprès de personnalités du spectacle.

## Fondatrice
Emma Reynaud commence sa carrière dans la danse classique avant de s’orienter vers le mannequinat. Elle travaille notamment pour la maison Jean-Paul Gaultier. Issue d’un environnement artistique, elle est la fille d’un photographe de mode. 
Elle fonde la marque Marcia en 2018 avec l’ambition de proposer une mode éco-responsable, produite localement, inspirée par des références culturelles françaises et anglo-saxonnes. Elle est également l’épouse du producteur Hugo Sélignac, dirigeant de Chi-Fou-Mi Productions, avec lequel elle a deux enfants.

## Historique
Emma Reynaud lance sa première pièce, la robe Tchiki Boum, inspirée par la chanson du groupe Niagara
Ce modèle gagne en visibilité lorsqu’il est porté par l’actrice Camille Razat dans la saison 2 de la série Emily in Paris.
La production des collections est localisée dans le Sud de la France, dans l’esprit nippon chic, la marque collabore avec des artistes et photographes, notamment Pierre-Ange Carlotti.
Le style de Marcia s’inscrit dans une esthétique contemporaine inspirée par des figures telles que Pascale Ogier dans Les Nuits de la pleine lune d’Éric Rohmer, la muse Edie Sedgwick ou encore l’univers musical des Rita Mitsouko, notamment à travers le titre Marcia Baïla,,.
Ses ambassadrices sont Adèle Exarchopoulos, Ana Girardot, Leïla Bekhti, Marion Cotillard, et Carla Bruni.